# Trigo Limpio
Trigo Limpio foi um trio musical espanhol muito popular na década de 1970 e década de 1980.  Era  composto por  Amaia Saizar, Iñaki de Pablo e Luis Carlos Gil. Representaram a  TVE na OTI e no Festival Eurovisão da Canção 1980. Neste último cantando o tema Quédate esta noche. Neste certame, Amaia Saizar foi substituída por Patricia Fernández.